# 変革のための愛国者同盟
変革のための愛国者連合（へんかくのためのあいこくしゃれんごう、フランス語: Coalition des patriotes pour le changement、CPC）は、2020年12月、中央アフリカ共和国でトゥアデラ大統領の再選（2期目）を阻止すべく、一部の武装勢力が結成した反政府武装勢力の連合である。武力活動により選挙妨害を行ったものの、大統領選挙は予定どおり2020年12月に実施され、2021年3月にトゥアデラ大統領が再選した。また、「変革のための同盟」とは異なる。

## 構成
中央アフリカ共和国の北部を主な活動領域とする「中央アフリカ愛国運動」（Mouvement patriotique pour la Centrafrique：MPC）、西部で活動するプール人の勢力「帰還、抗議、復興」（Retour, réclamation, réhabilitation：３R)、そして「アンチ・バラカ」（anti-balaka)の３つの主要武装勢力が2022年12月19日に同盟関係を構築すると発表した。　活動を活発化させた武装勢力に対して国連中央アフリカ多面的統合安定化ミッション(英語：United Nations Multidimensional Integrated Stabilization Mission in the Central African Republic 、Minusca)は、首都バンギ周辺のオンベラ・ムポコ州に部隊を展開している。グテーレス国連事務総長は中央アフリカの各勢力に対して、敵対状況を即時停止するようにメッセージを送った。

## 背景
中央アフリカ共和国の前大統領のボジゼは、2013年のクーデタで追放されたが、2019年に帰国し、大統領選挙への立候補を申請した。しかし、2020年初め、最高裁はボジゼを大統領選挙立候補者に不適格だとして、その申請を退けていた。これを不満としたボジセが、ボジセ指示と言われているアンチ・バラカを始めとした武装勢力の背後で国土不安定化工作を行っていると政府や国連は見ている。

## トゥアデラ大統領の再選後
トゥアデラ大統領は再選後、2021年10月にCPCに対し一方的な停戦宣言を表明した。また、トゥアデラ大統領は2022年12月に、2019年の和平合意に署名した武装勢力14団体のうち4団体の解体式典を開催した。しかし、CPCはこの和平合意の後に結成されているためこの合意に署名していおらず、CPCの攻撃的活動は依然として継続しているものと思われる。